# Sangala tomisa
Sangala tomisa là một loài bướm đêm trong họ Geometridae.